# 扫描线

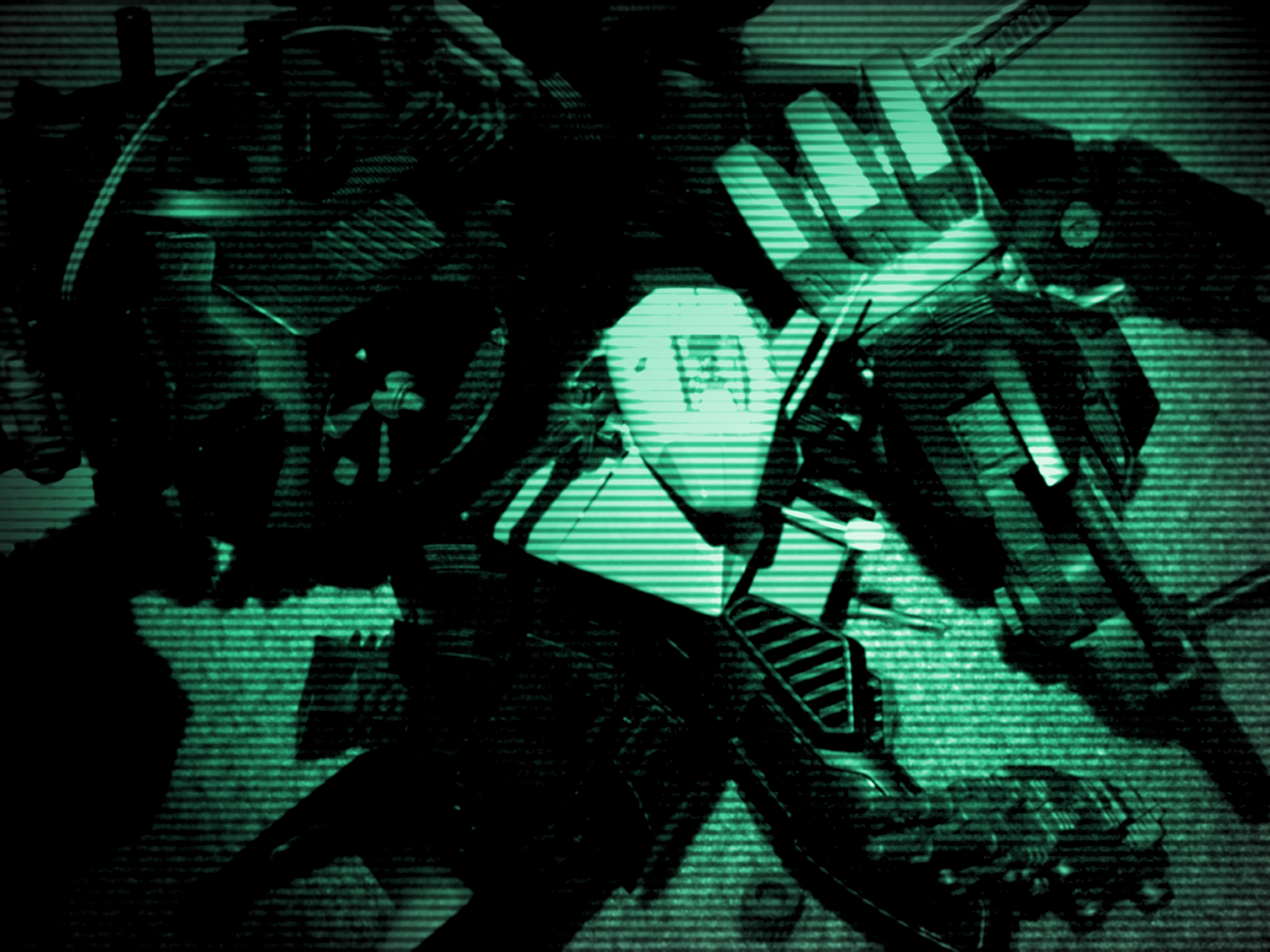
掃描線效應（scan line effect）的案例

電視的畫面清晰度是以水平清晰度作為單位，電視螢幕由電子槍射出的電子，經由磁場偏向後打在屏幕上而發光，因此每一個圖框都由電子槍的掃描線畫出來。一個圖框的掃描線數是525條或625條，美國國家電視系統委員會（National Television System Committee，NTSC）制訂的電視畫面播映標準，明定每幅畫面必需具備五百二十五條掃描線，及每秒鐘必需播映三十幅畫面，而歐洲國家則有每個圖框625條掃描線，且每秒25個圖框的電視系統。通俗地說，我們可以把電視上的畫面以水平方向分割成很多很多掃瞄線，分得越細，這些畫面就越清楚，而水平線數的掃瞄線數量也就越多。清晰度的單位是「電視行（TVLine）」也稱線。意思是從水平方向上看，相當於將每行掃瞄線豎立起來，然後乘上4：3或者16：9的寬高比，構成水平方向的總線數。

## 隔行扫描（interlance）或稱交錯式掃描
實際上電視所使用的掃描方式為「間條式interlance」或稱交錯式的掃描，此一方法首先掃描1，3，5，7……等奇數掃描線以構成第一個圖場（field），然後再掃描2，4，6，8……等。偶數掃描線以構成第二個圖場（field），兩個圖場構成一個圖框，如下圖所示，以NTSC電視系統而言，每一秒可產生30個圖框（60個圖場），等效上，相當於每秒出現60楨的畫像，可以減少畫面的閃爍（flicker）現象，並節省一半的頻率。
電腦的螢幕為非交錯式掃描，因此其使用之掃描頻率比較高。

## 逐行扫描（Progressive）
以逐行方式掃瞄的螢幕（如：LCD電視）就是使用1、2、3、4、5...、486，依照順序的來掃瞄，其中並不使用圖場（Field）為單位來進行掃瞄，而是直接以1個影格（Frame）為單位來作逐行掃瞄，所以稱為循序掃瞄或非交錯式掃描，又因為每次的掃瞄線是交錯式掃瞄的二倍，又被稱為『倍頻掃瞄』「P」。

1. ↑  .   [2015-01-29]. （原始内容存档于2011-11-15）.
2. ↑  http://aajulia.sg1001.myweb.hinet.net/gogopage/AV_KnowHow/knowhow_026_i_and_p.pdf%5B%5D